# Школа № 1258
Школа № 1258 с углублённым изучением немецкого языка расположена в районе Замоскворечье Центрального административного округа Москвы.

## История
Школа была основана в 1937 году на Садовнической набережной как школа № 626 Кировского района имени Р. С. Землячки. Первым директором была Зинаида Бойченко. Первый выпуск состоялся в 1940 году. С 1965 года это средняя школа № 54 Москворецкого района с углублённым изучением немецкого языка. В 1990 году статус и номер школы вновь поменялся — теперь это средняя общеобразовательная школа с углублённым изучением немецкого языка № 1258 Центрального округа.
В 1990 году старое здание школы признали аварийным и поставили на капитальный ремонт  — школа временно переехала в другое здание, которое приходилось делить с вечерней школой, которая на тот момент стала занимать всего один этаж из трёх. Однако из-за сложной экономической ситуации в стране ремонт затянулся. К концу 1990-х уже второе здание признали аварийным, где до сих пор расположен арбитражный суд, а первоначальное здание было к этому моменту вообще снесено, из-за строительства гостиничного комплекса "Балчуг". Тогда было принято решение о строительстве новой школы — по сути во дворе второго здания. Строительные работы начались в 1998 году, но на время строительства старое здание не сносили, так как по близости не было школ, готовых принять всех учеников. Проект нового (уже третьего по счёту) здания школы подготовила третья мастерская Моспроекта-2, главный архитектор — А. И. Павлов. Несущие конструкции — монолитные, стены — кирпичные. Школа рассчитана на 500 учеников. Здание имеет П-образную форму, фасад выходит на Садовническую набережную. Новое здание школы было сдано в эксплуатацию в 1999 году. С 2007 года директором школы является Ольга Басевская.
Действует программа школьного обмена с гимназиями в Мюнхене и Бюзуме. Издаётся школьный журнал «Schulglocke». В школе каждый год проводится праздник «Немецкий карнавал».
В 2014 году объединена со школой № 1259.

## Известные выпускники
- Демидова, Алла Сергеевна — актриса[2].
- Волгин, Игорь Леонидович — писатель[2].
- Добров, Андрей Станиславович — журналист[2].
- Мельтюхов, Михаил Иванович — историк.